# Josep Samitier
Josep Samitier Vilalta (Barcellona, 2 febbraio 1902 – Barcellona, 5 maggio 1972) è stato un calciatore e allenatore di calcio spagnolo, di ruolo centrocampista o attaccante.

## Caratteristiche tecniche
Samitier iniziò a giocare come centrocampista
e in seguito diventò attaccante.
Giocando come attaccante ottenne i successi più grandi, tanto da essere considerato uno dei migliori nel suo ruolo in Europa e nel mondo.
Aveva una grande capacità realizzativa, era abile nei dribbling e nei tiri al volo, letale in area di rigore e accurato nei passaggi.
Abile con entrambi i piedi e di testa, sapeva fare salti e acrobazie spettacolari. A Barcellona fu soprannominato Il Mago e L'Aragosta.

## Carriera

### Giocatore

#### Club
Nacque a Barcellona e iniziò a giocare nelle giovanili dei blaugrana. Per alcuni anni giocò nell'Internacional, prima di entrare a far parte della prima squadra del Barcellona il 1º giugno 1919.
Esordì con il Barcellona in un'amichevole contro una squadra formata da calciatori francesi, inglesi e belgi.
Vinse la Coppa del Re nel 1920, nel 1922, nel 1925, nel 1926 e nel 1928.
Nel 1928 la finale contro la Real Sociedad fu ripetuta tre volte per stabilire il vincitore. Samitier segnò nella prima finale, terminata 1-1 a Santander, e nella seconda ripetizione, che fu vinta dai catalani per 3-1. Nello stesso anno diventò il capitano della squadra.
Il 20 maggio 1922 giocò la partita inaugurale del Camp de Les Corts, il nuovo stadio del Barcellona.
Il 26 aprile 1925, al termine della semifinale di Coppa del Re tra Athletic Club de Madrid e Barcellona, viene arrestato dalla Guardia Civile madrilena per aver aggredito un tifoso che lo aveva insultato.
Durante la sua militanza nel Barcellona diventò l'idolo dei tifosi e segnò 326 gol in 454 partite, risultando secondo solo a Paulino Alcántara come numero di reti segnate con la maglia blaugrana. Vinse anche 12 campionati catalani.
Nel 1932 passò al Madrid CF con cui vinse il campionato nella prima stagione e la Coppa della Repubblica in quella seguente. In totale con il Madrid giocò 22 partite ufficiali e segnò 12 gol.
Durante la Guerra civile spagnola, dal 1936 al 1939, visse in Francia e giocò nel Nizza.

#### Nazionale
Partecipò alle Olimpiadi del 1920 e vestì per la prima volta la maglia della Nazionale spagnola in quella competizione, il 28 agosto nella partita vinta per 1-0 contro la Danimarca. Alla fine gli spagnoli vinsero la medaglia d'argento.
Giocò la sua ultima partita in Nazionale il 13 dicembre 1931 a Dublino contro l'Irlanda.
In totale giocò 21 partite segnando due gol.

### Allenatore
Dopo aver lasciato il Madrid, prese il posto di Frederick Pentland sulla panchina dell'Atlético Madrid, ma la sua esperienza con i Colchoneros fu breve.
Nel 1942 allenò il Nizza, dove aveva trascorso i suoi ultimi anni da giocatore.
Nel 1944 diventò allenatore del Barcellona e nel 1945 condusse il club catalano alla conquista della Liga e della Coppa Eva Duarte, che per quell'anno fu denominata Copa de Oro Argentina e che fu vinta battendo l'Athletic Bilbao per 5-4.

### Segretario tecnico
Nel 1947 smise di allenare e diventò segretario tecnico del Barcellona.
Nel 1950 ingaggiò l'ungherese László Kubala, che sarebbe divenuto una stella del Barça.
Nel 1959 passò al Real Madrid, dove ricoprì lo stesso incarico, e nel 1962 tornò al Barcellona. Fu segretario tecnico dei catalani fino alla sua morte, avvenuta il 4 maggio 1972.

## Palmarès

### Giocatore

#### Club
- Coppa di Spagna: 6

Barcellona: 1920, 1922, 1925, 1926, 1928
Real Madrid: 1934
- Campionato spagnolo: 2

Barcellona: 1928-1929
Real Madrid: 1932-1933
- Campionato catalano: 12 [4]

Barcellona: 1918-1919, 1919-1920, 1920-1921, 1921-1922, 1923-1924, 1924-1925, 1925-1926, 1926-1927, 1927-1928, 1929-1930, 1930-1931, 1931-1932

#### Nazionale
- Argento olimpico: 1

Anversa 1920

### Allenatore
- Campionato spagnolo: 1

Barcellona: 1944-1945
- Coppa Eva Duarte: 1

Barcellona: 1944-1945

## Dediche
Dal 16 settembre 1993 una strada di Barcellona porta il suo nome.